# Entorn personal d'aprenentatge
Els Entorns Personals d'Aprenentatge (PLE, per les seves sigles en anglès Personal Learning Environment) són el conjunt d'eines, aplicacions, serveis web, relacions i/o interaccions que una persona utilitza per a gestionar el seu propi procés d'aprenentatge. Aquests sistemes ajuden als estudiants a prendre el control i gestió del seu propi aprenentatge. Això inclou: 
- El suport a l'alumnat per a fixar els seus propis objectius d'aprenentatge.
- Gestionar el seu propi aprenentatge.
- La gestió dels continguts i processos.[3]
- Comunicar-se amb altres en el procés d'aprenentatge.
- Crear i mantenir una xarxa de contactes amb els quals compartir els aprenentatges. (Xarxa personal d'aprenentatge, PLN).

## Context històric
Gràcies al ràpid desenvolupament tecnològic cada dia naixen tecnologies, eines i serveis que obren un món de possibilitats de comunicació i aprenentatge que permet accedir a un coneixement personalitzat.
Paral·lelament a la tecnologia, el desenvolupament de noves teories de l'aprenentatge evolucionen amb el cognitivisme i constructivisme com a base teòrica. D'una banda el cognitivisme i la teoria de l'aprenentatge significatiu el qual assumeix que l'aprenentatge es produeix a través de les connexions entre els individus, els nodes d'informació i les estructures. Aquestes connexions s'estableixen gràcies a les noves tecnologies. I d'altra banda el constructivisme i la teoria de la bastida, o scaffolding en anglès, on els aprenents van progressivament guanyant autonomia d'aprenentatge mitjançant la disminució progressiva de l'actuació del mestre o tutor. Aquests canvis en les formes d'aprenentatge donen com a resultat un canvi en el paper de l'alumne que es converteix en un subjecte actiu i proactiu en el procés d'aprenentatge que autogestiona les seves pròpies eines educatives.
Com a resultat dels esmentats canvis tecnològics, pedagògics i socials l'alumnat nadiu digital dins de la comunitat educativa requereix una actualització del procés d'ensenyament-aprenentatge cap a un entorn més motivador i adaptat al seu nou context educatiu, social i tecnològic el que s'ha traduït en l'aparició dels Entorns Personal d'Aprenentatge.
El 2005, Dan Buckley va definir dues finalitats de l'aprenentatge personalitzat, per una banda “personalització per a l'estudiant on el mestre guía l'aprenentatge i per l'altra “personalització pel estudiant” on l'estudiant desenvolupa habilitats per organitzar el seu propi aprenentatge. La idea principal, al voltant de la qual es desenvolupa el PLE, és el desenvolupament d'un entorn per a la provisió de recursos d'aprenentatge i serveis per a l'estudiant. Amb una filosofia centrada en l'alumne, es diferencia de la primera generació de les tecnologies d'aprenentatge en el fet que aquelles primeres se centraven en la creació d'objectes d'aprenentatge. Aquests objectes d'aprenentatge es van agrupar i distribuir mitjançant Sistema de gestió de l'aprenentatge, anomenats Learning Management Systems (LMS) en anglès. El terme entorn personal d'aprenentatge  sorgeix al Regne Unit en relació al moviment de la Web 2.0 i orientat cap al sistema educatiu. Més concretament, el terme va aparèixer en la congrés anual de Joint Information Systems Committee (JISC) el novembre de 2004. Des d'un principi, va néixer com una serie de pràctiques que no són ni homogènies ni compatibles, el propi terme “personal” es converteix en un terme que dona a diverses interpretacions

## Components d'un PLE
Un PLE s'organitza al voltant de les eines que permeten l'accés i la relació amb la informació i amb altres persones, més concretament amb les eines "socials" de la Web 2.0 i de les estratègies amb les quals es configura l'ús d'aquestes eines socials Castañeda i Adell (2010). Els PLE permeten integrar tant les tecnologies i les eines com els processos i les pràctiques. Quan una persona aprèn desenvolupa qualitats metacognitives que li permeten fomentar l'enfortiment de les competències digitals.

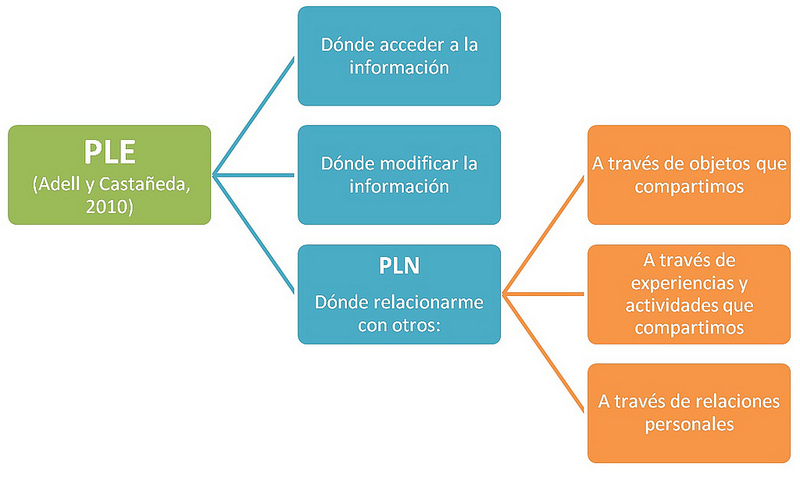
Components d'un PLE

Els PLE no són homogenis, presenten variacions i la confluència d'aquestes dimensions, que involucren des de l'accés a recursos fins a la presa de decisions, varia al llarg de la vida, donant així al PLE un caràcter dinàmic. No obstant això, Castañeda i Adell, tenint en compte les idees expressades per Attwell el 2007, entenen que un PLE bàsic està format al voltant d'aquelles eines que permeten tres processos cognitius bàsics: llegir, reflexionar i compartir. A continuació, hi ha una descripció detallada de cada apartat i un exemple de les diferents eines, mecanismes o activitats que s'inclouen en cada part.
1. Eines, recursos o fonts d'informació per llegir: fa referència al conjunt d'eines que utilitzem per comunicar-nos amb altres persones. Són els llocs i els mecanismes mitjançant els quals les persones troben informació, ja sigui de manera habitual o excepcional i en diferents formats.
- Eines: blogs, wikis, newsletters, canals de vídeo, pàgines web, llista de RSS, etc.
- Mecanismes: recerca, curiositat, iniciativa, etc.
- Activitats: conferències, lectura, revisió de titulars, visualització d'audiovisuals.

2. Eines, recursos o fonts d'informació per reflexionar: fa referència al conjunt d'eines que permeten transformar la informació. En aquest component del PLE, s'integren les eines i espais en què s'utilitza la informació aconseguida, en les eines utilitzades en el punt 1; són els llocs en els quals es dona sentit i es reconstrueix el coneixement a partir de la reflexió sobre aquesta informació. És en aquests llocs on es reelabora i publica la informació aconseguida.
- Eines: blocs, wikis, quaderns de notes, canals de vídeo, presentacions visuals, pàgines web, etc.
- Mecanismes: síntesi, reflexió, organització, estructuració, anàlisi, etc.
- Activitats: creació d'un diari de treball, fer un mapa conceptual, publicar un vídeo propi, etc.

3. Eines, recursos o fonts d'informació per compartir: fa referència a la PLN (Xarxa Personal d'Aprenentatge) que és el conjunt d'eines, processos mentals i activitats que permeten compartir, reflexionar, discutir i reconstruir coneixements amb altres persones, així com les actituds que propicien i nodreixen aquest intercanvi. Les PLN es poden dividir en tres categories en funció del propòsit. Primer hi ha les eines que permeten aprendre o descobrir sobre una cosa, com ara FLickr, SlideShare o Youtube. Després hi ha les eines en què el propòsit es compartir alguna cosa, com ara Twitter, Diigo entre d'altres. I finalment, hi ha aquelles eines que serveixen per establir relacions amb altres persones com ara Facebook o LinkedIn.
- Eines: eines de programari social, seguiment de l'activitat en xarxa, llocs de xarxes socials.
- Mecanismes: assertivitat, capacitat de consens, diàleg, decisió, etc.
- Activitats: trobades, reunions, fòrums, discussions, congressos, etc.

## Primers passos per crear un PLE
A l'hora de crear un PLE s'haurà de tindre en compte que aquest ha de proporcionar eines i serveis que ens permeten l'accés i la relació amb la informació i amb altres usuaris, en concret les eines socials de la Web 2.0. Per tant, la creació del PLE es farà al voltant de tots aquells recursos que permeten als usuaris informar-se, reflexionar i compartir. D'aquesta manera, s'inclouran 3 tipus d'elements:
1. Eines i estratègies de lectura que proporcionen una font d'informació. Poden ser mitjans online, biblioteques digitalitzades, blogs, entre d'altres.
2. Eines i estratègies de reflexió que ajuden a comprendre i interioritzar la informació rebuda, així com a tenir-ne una visió crítica. Com poden ser Blogger, WordPress, Prezi, Powtoon.
3. Eines i estratègies de relació que permeten compartir la informació obtinguda i reflexionada amb altres usuaris, i de les que s'aprèn. És aquí on es crea la red personal d'aprenentatge (PLN, Personal Learning Network). Podem connectar-nos amb altres usuaris a través de les xarxes socials, Twitter, Facebook o LinkedIn; fòrums; entorns col·laboratius, com els que facilita Google, o altres eines com Skype.

Una proposta concreta de creació de PLE seria aquesta:
1. Crear un compte Twitter i seguir gent interessant.
2. Compartir les teves idees amb ells.
3. Subscriure't via RSS a blogs i/o altres fonts d'informació.
4. Començar a escriure les teves idees i projectes en el teu propi blog en Blogger.
5. Etiqueta i comparteix les idees i projectes preferits via serveis de marcadors socials com Memorizame.
6. Participa en algunes xarxes socials com Facebook o LinkedIn, per tal de compartir mitjançant enllaços socials per configurar la PLN i compartir les experiències.
7. Gestionar tota la informació mitjançant Symbaloo, Netvibes,...

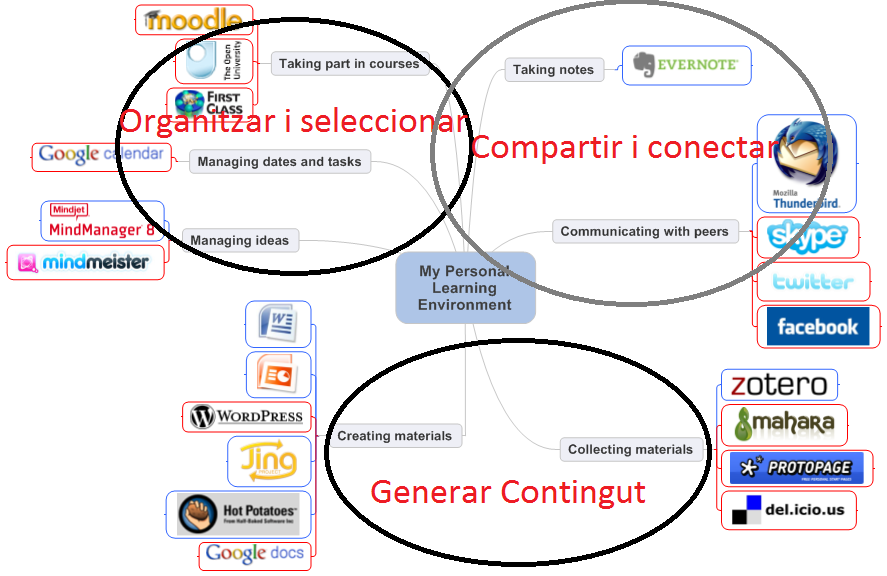
Model de PLE

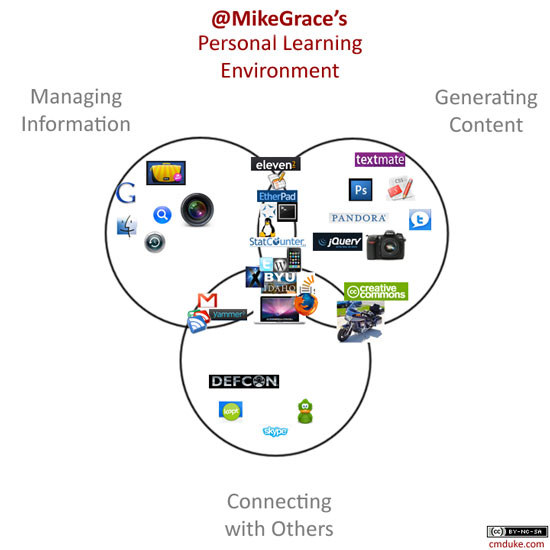
My PLE-Mike Grace

Alguns exemples de PLE:

## Eines 2.0 i 3.0
L'establiment del Web 2.0 va ser un punt d'inflexió en la interacció humana a través d'Internet, el foment de les xarxes socials i el desenvolupament d'entorns més personalitzats per a finalitats educatives. A Internet podem trobar multitud d'eines informàtiques que ens permetran crear i mantenir el nostre entorn personal d'aprenentatge. Es tracta doncs d'una elecció personal en funció de les nostres necessitats i valorant aspectes com la seva utilitat o facilitat d'ús. En el món digital es troben diferents tipus d'eines segons la seva utilitat.
- Per l'edició Multimèdia: Totes aquelles eines que serveixen per editar vídeo, foto, àudio, vectorització d'imatges, creació de mapes d'imatge, creació d'animacions Gif o redimensió d'imatges.
- Per la creació de Blogs i Llocs web.
- Les Xarxes socials; per contactar amb altres persones, serveixen de cercador de continguts d'interès, microblogging, com a gestor de canals RSS, marcador de continguts d'interès.
- Per emmagatzematge i transferència d'arxius.
- De presentacions.
- Enquestes i sondejos.
- Publicació digital.
- Conversió d'arxius i descàrrega de vídeos.
- Eines de col·laboració.
- Gràfics i diagrames.
- Capturadors de pantalla.
- Cercadors.
- Marcadors socials: que permeten emmagatzemar, classificar i compartir adreces d'interès amb altres usuaris d'una manera organitzada mitjançant etiquetes.

Així doncs, les eines d'un PLE són tot aquells elements tecnològics que ens permeten buscar, classificar, elaborar i compartir informació i coneixement Aquestes són algunes de les eines més utilitzades per a la gestió d'un PLE:
- Blogs/pàgines web: Blogger, Tumblr, Twitter, WordPress
- Citacions: EndNote, RefWorks, Zotero
- Eines d'emmagatzematge i col·laboració: DropBox, Google Drive, Google Docs, Padlet Arxivat 2018-11-05 a Wayback Machine., SlideShare
- Marcadors socials: Diigo, Evernote, Instapaper, Pinboard
- Missatgeria instantània: Snapchat, Telegram, WhatsApp
- Notícies: RSS, Reddit
- Presentacions: Powtoon, Prezi, Screencast-O-Matic, VideoScribe, VoiceThread
- Traducció: Google Translate
- Vídeo, àudio, imatges: Flickr, Instagram, Pinterest, YouTube, Vimeo
- Xarxes socials: Facebook, LinkedIn
- Altres: ClickEdu, Viquipèdia

Tot i que els PLE s'han basat inicialment en eines Web 2.0, la integració de les eines Web 3.0 tant en els PLE com les PLN poden ajudar els estudiants a millorar, establir i assolir els seus objectius d'aprenentatge. Les eines Web 3.0 són tecnologies intel·ligents com la intel·ligència artificial, el web semàntic, el Web Geoespaial o el Web 3D. S'ha observat que la personalització del procés d'aprenentatge dels estudiants que aprofiten l'ús de la xarxa semàntica social, utilitzant models que inclouen ontologies, xarxes socials i etiquetatge col·laboratiu els proporciona els recursos i col·laboradors que millor s'adapten a les necessitats individuals d'aprenentatge. També s'han utilitzat les eines web 3.0 en el desenvolupament de PLE orientats a donar suport a la investigació científica.

## Fonaments pedagògics
El PLE és un concepte que es fonamenta en idees i principis de les teories de l'aprenentatge connectivista, constructivista i de l'educació oberta i flexible, sobre la manera més adequada en què s'ha d'organitzar l'aprenentatge. Del Connectivisme es rescaten les seves aportacions amb relació a les xarxes d'aprenentatge i l'habilitat per establir connexions entre idees i conceptes, la qual cosa constitueix un prerequisit perquè l'estudiant pugui usar, mantenir i desenvolupar les seves xarxes d'aprenentatge i els seus PLE. Del Constructivisme (pedagogia) està present la idea que el coneixement es construeix a partir de les idees pròpies, és a dir, que tota aquella informació que arriba a un individu se suma per construir nous coneixements i qüestionar i millorar els que ja es tenen.
Per altra banda, hi ha molts elements propis de l'Educació oberta i l'educació flexible que queden patents en els PLE. En aquesta línia es poden establir certs paral·lelismes amb les idees de l'educació oberta i la classificació que fa dels determinants administratius i didàctics els quals es podrien fer coincidir en gran manera amb els propis dels PLE.
Accessibilitat i flexibilitat són determinants administratius claus per entendre tan els PLE com l'educació oberta, ja que fins i tot el propi alumne s'administra els temps, horaris, etc., així com la incorporació al procés educatiu que pot gaudir d'una llibertat (això sí, controlada) d'admissió o les facilitats de tindre algun tipus de suport. De la mateixa manera, a nivell didàctic es pot destacar la determinació d'objectius i metes molt especificats en relació al progrés, rendiment i capacitat de cada alumne. Es tracta, per tant d'una filosofia centrada en l'alumnat i en el seu procés d'aprenentatge.
En aquest sentit, cal relacionar estretament aquestes idees amb els fonaments de l'educació flexible. Tot i que autors com Lockwood, marquen diferències entre l'educació oberta i la flexible, en general es té una visió molt aproximada de les dues, ja que una de les principals característiques és la flexibilitat.
Per tant, els entorns d'aprenentatge que neixen amb els PLE han de tenir, de manera inherent, una forta presència de la flexibilitat que permet l'adaptabilitat del discents i del procés educatiu. En aquest sentit, podem trobar diferents tipus de flexibilitat.
1. Flexibilitat temporal, relativa a l'inici/final del curs, moments d'estudi, d'avaluació o ritmes d'aprenentatge.
2. Flexibilitat de continguts, relativa als continguts del curs i la seva seqüenciació.
3. Flexibilitat als requeriments, és a dir, a les condicions per participar-hi.
4. Flexibilitat relativa a l'enfocament instruccional i als recursos, tenint en compte l'organització social de l'aprenentatge (participants, dimensió dels grups, etc.)
5. Flexibilitat logística, en relació al temps i al lloc on els suport, recursos, etc. Estan disponibles, com es distribueix la informació.

## El perfil d'una persona usuària d'un PLE
Els PLE són útils per als residents digitals o persones que habiten en la xarxa i l'enriqueixen amb les seves col·laboracions, produccions... Aquests primers s'oposen als anomenats visitants digitals que simplement consumeixen el que es produeix en la xarxa, però no hi participen activament.

### Residents i visitants digitals
Els «residents digitals» són les persones que viuen en la xarxa i s'hi senten tan còmodes com en les relacions presencials.
Usen les xarxes socials com ara el Twitter o el Facebook per a establir relacions en les seves vides virtuals que no sols es mantenen dins de la xarxa, sinó que també es prolonguen en les seves vides reals.Usen el Blogger per a expressar les seves opinions, per a llegir les opinions de la resta de residents i per a expressar el que hi pensen. Fan videoconferències laborals amb la mateixa desimboltura i confiança amb què conversen cara a cara, parlen per telèfon o es troben en una reunió. No fan diferències entre les conversacions en línia o fora de línia perquè per a ells la xarxa forma part de la realitat i s'hi confon.
Són consumidors proactius o el que s'anomena en anglès prosumer, perquè no sols són consumidors del que es produeix en la xarxa, sinó que també en són productors. Per exemple, tenen perfils plens i actualitzats, comparteixen llistes de música preferida a Spotify, pengen fotos a Flickr, les presentacions Power Points a Slideshare o els escrits a Shribd, piulen les seves impressions sobre un curs de formació i publiquen periòdicament al blog del centre o departament. Se solen associar a la xarxa actual i més social que ha desenvolupat eines més senzilles perquè qualsevol produïsca continguts.
En canvi, els «visitants digitals» són aquelles persones que es connecten de tant en tant a Internet, per revisar el correu, llegir un blog o un web, xatejar amb els coneguts, però continuen preferint la conversa cara a cara, una trucada o les reunions presencials; creuen que els amics de debò són els que es fan petons, que no es pot trobar parella a la xarxa o que les interaccions a través de la xarxa tenen poca credibilitat.
Per a aquestes persones, Internet és una cosa afegida, virtual o diferent de la realitat. Són consumidors i Internet és una cosa afegida, virtual o diferent de la realitat. Són consumidors i s'associen als primers anys de la xarxa, quan produir contingut requeria disposar de programes sofisticats i tenir coneixements tècnics i quan la xarxa era, sobretot, un espai d'institucions i experts que informaven els ciutadans.
Els visitants són consumidors, no són membres de la Xarxa, i aporten poc de valor al fet de pertànyer-hi.

### Metàfores de la vida digital
Des que l'any 2001, Mark Prensky difonguera la distinció entre nadius digitals i immigrants digitals i la Teoria dels nadius digitals, molts han estat els autors que n'han parlat i s'han replantejat aquests dos conceptes, fins i tot, el mateix Prensky.
D'acord amb la definició actual que trobem en l'Enciclopèdia Catalana un nadiu digital és un “individu que, havent nascut després del 1990, forma part de la primera generació que ha crescut en un entorn tecnològic i digital normalitzat”. Al contrari, un immigrant digital és una “persona nascuda abans de l'existència de la tecnologia digital i que experimenta una certa dificultat per dominar-ne les eines". La situació d'immigrant digital contrasta amb la del nadiu digital que ha nascut en un entorn plenament digitalitzat.
L'any 2009, Mark Prensky afirma que la distinció entre nadius i immigrants digitals, ja no té raó de ser perquè a mesura que ha anat avançant el segle xxi, tant uns com els altres han crescut en l'era digital. Es planteja que s'ha d'establir una altra manera de fer aquesta distinció entre les persones usuàries d'Internet que prengui com a referent el coneixement digital d'aquestes.
Un any més tard, l'any 2010, durant la intervenció en Re:publica 2010, el psicòleg Peter Kruse ofereix una alternativa suggeridora i raonada a la proposta inicial de Prensky. Parla de residents i visitants, segons el comportament social de les persones. Aquest aspecte ens permet oblidar-nos dels factors de l'edat i l'escolarització que caracteritzava la proposta incial de Prensky. Durant l'any 2011, David S. White i Allison le Cornu publiquen l'article "Visitors and residents. A new typology for online engagement". Després de fer una anàlisi de la proposta de Prensky, els autors proposen dues maneres a través de les quals les persones es relacionen amb la xarxa. Parlen d'un continuum de formes de relacionar-s'hi, no de diferents categories en què es classifiquen les persones.
Des d'aleshores, la metàfora, per tal de considerar quina és la competència digital de cada persona pren com a referent el lloc i l'eina, ja que aquestes representen millor l'ús que es fa de la tecnologia en la societat actual.

## Els PLE en les diferents etapes educatives
Existeixen tres estils diferenciats d'aprenentatge que influïxen directament en la manera de crear l'entorn personal d'aprenentatge: How a personal learning environmet can help Primary English teachers to increase their knowledge Arxivat 2017-02-20 a Wayback Machine.
- Estil d'aprenentatge visual: En l'entorn personal d'aprenentatge d'aquest tipus d'estudiants, és recomanable utilitzar recursos digitals com imatges, videos, documentals i mapes conceptuals.
- Estil d'aprenentatge auditiu: Aquests alumnes utilitzen recursos com cançons, gravacions d'audio, programes de ràdio o classes auditives.
- Estil d'aprenentatge kinestètic: Aquest tipus d'alumnat necessita jocs de moviment actiu, jocs dinàmics, contacte fisic amb altres persones, simulació i interacció utilitzant xarxes socials.

Un dels principals beneficis que un PLE ofereix és tant la independència de la localització geográfica (García et al.2010) com la de l'etapa de la vida o del nivell d'estudis. Els PLE permeten organitzar la web 2.0 per a desenvolupar experiències i coneixement al llarg de tota la vida, tant professional com empresarial (Attwell & Deitmer, 2012).

### PLE en l'educació secundària obligatòria
L'any 2012 es va dur a terme un estudi en un institut de secundària d'Itàlia amb estudiants que afirma que després d'introduir els PLE a classe i de treballar-ho durant un any els alumnes van passar d'un PLE bàsic, format bàsicament per eines o bé recomanades o de moda, centrat en el món de l'oci i orientat a les relacions socials, a un PLE amb molt més potencial educatiu, amb noves eines, amb recomanacions no només d'amistats sinó també de professors i pares. Altres estudis han provat que els PLE en secundària redueixen els problemes de conducta, com que els alumnes prenen consciència del seu aprenentatge i se'n fan responsables, l'ambient de classe millora considerablement.

### PLE en l'educació superior
Com en les altres etapes educatives, els PLE que s'utilitzin tant en les etapes de formació universitària com en el món laboral serviràn perquè cadascú pugui establir les seves pròpies prioritats d'aprenentatge, gestionar les seves activitats d'aprenentatge incloent continguts formals i informals, i compartir coneixements amb els companys a través de tota la gamma de recursos socials i de col·laboració. Són diversos els estudis que han estudiat l'impacte d'integrar els PLE a nivell universitari. i també com els PLE poden ajudar a planificar el futur laboral dels estudiants. En tots els casos s'ha arribat a les mateixes conclusions, és a dir, que els PLE ofereixen bones oportunitats de gestió de l'aprenentatge personal i col·laboratiu, però que s'han adaptar totalment a les preferències i necessitats de l'estudiant, i que sovint el desenvolupament i gestió de PLE individualitzats requereix un esforç extra i un mínim de tutorització.

## Projectes educatius implementats en Entorns Personals d'Aprenentatge

### El projecte Plearn
L'any 2010 el Consell Nacional de Recerca del Canadà es va embarcar en un projecte de PLE anomenat Plearn. El projecte va demostrar amb el seu prototip que un entorn pot ser construït per connectar els serveis tradicionals d'aprenentatge, com ara els arxius en obert i repositoris oberts, i també els programaris i serveis per al disseny i l'explotació de les xarxes socials al si de les organitzacions o l'anomenat social networking. També va demostrar que el PLE és pedagògicament viable, és a dir, que el suport instruccional i social, entesos com a bastides, scaffolding en anglès, els quals són necessaris per a l'aprenentatge, també poden funcionar en un Entorn Personal d'Aprenentatge.
El projecte Plearn mostrà algunes de les noves tecnologies per a la interoperabilitat. Va ser dissenyat al voltant del marc del JavaScript Object Notation (JSON), un sistema de representació que substitueix l'RSS i pot ser utilitzat tant per a la sindicació de contingut com per a l'Aplicació de Programació d'Interfícies (APIs). Això permet als programaris de diferents aplicacions que treballen conjuntament i més de prop. Per finalitzar, permet el reemplaçament de l'SCORM amb una missatgeria més robusta entre els components. El mateix tipus de sistema, anomenat OAuth, el qual permet a una persona utilitzar una eina en línia per als contactes de les xarxes socials com Facebook. Els estudiants poden així combinar les funcions d'un LMS amb les funcions de les xarxes socials.

### Sistema de suport a la gestió i a l'aprenentatge o el Learning and Performance Support System (LPSS)
El Sistema de Suport a la Gestió i a l'Aprenentatge, en anglès Learning and Performance Support System (LPSS), com el projecte PLEARN també l'ha impulsat el Consell Nacional de Recerca del Canadà. És un projecte que està pensat per facilitar el desenvolupament i la integració de plataformes personals en línea per controlar la formació, el coneixement i l'aprenentatge, facilitar un aprenentatge de llarga durada, reduir els costos de la formació, disminuir les demandes d'espais físics, permetre un desenvolupament ràpid i en línia, augmentar la implicació dels alumnes, donar suport a l'aprenentatge informal i personal i millorar la productivitat.
El programa aplica aquestes tecnologies a través d'una sèrie de projectes implementats amb socis comercials i tècnics que inclouen altres filials del Govern del Canadà i el NCR. Els programes lliures no sols inclouen el desenvolupament de la tecnologia que pot estar implementada en entorns corporatius, institucionals o governamentals, sinó també en una sèrie de publicacions i llibres blancs que descriuen com funciona, per a què i com s'hi pot connectar a la xarxa d'aprenentatge LPSS. El LPSS està dissenyat i organitzat per mòduls perquè es pugui inserir, per exemple, directament en entorns de treball o contextos corporatius, acoblant-se directament als recursos humans i als requisits de formació. Aquesta interoperabilitat s'aconsegueix mitjançant el personal learning assistant (PLA).
Així com un MOOC es basa en el concepte de sindicació de continguts o RSS per a agrupar recursos des de múltiples proveïdors al voltant d'un sol tema, el LPSS utilitza la mateixa tecnologia anomenada resource repository network (RNN) per permetre a un individu obtenir diferents parts de la seva educació de múltiples proveïdors. En aquest sentit, un LPSS és més semblant a un navegador personal que a un recurs o servei. Com un navegador, cada persona té el seu exemplar de LPSS. Encara que els recursos poden ser compartits, cada usuari del LPSS té la seva pròpia llista d'adreces d'interès o bookmarks i recursos perquè cada LPSS es gestiona individualment.